# Europeiska sydobservatoriet

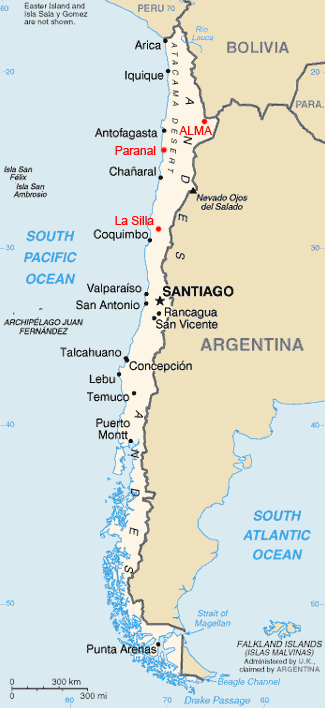
ESO:s observatorier i Chile: La Silla, Paranal samt ALMA.

Europeiska sydobservatoriet, ESO (en. European Southern Observatory), är en europeisk astronomisk organisation med teleskop placerade på södra halvklotet. ESO driver flera observatorier i norra Chile: Paranalobservatoriet och det optiska teleskopet VLT - Very Large Telescope, La Silla-observatoriet samt är med som europeisk partner i ALMA. ESO är även delägare i APEX. Dess största framtidsprojekt är European Extremely Large Telescope. ESO bildades 1962 och är Europas främsta mellanstatliga organisation inom astronomi.

## Verksamhet
Europeiska sydobservatoriet stöds idag av 16 länder. Observatoriet innebär att europeiska astronomer ges möjlighet att observera den södra stjärnhimlen med hjälp av några av världens mest avancerade teleskop. Organisationen har cirka 730 anställda och får bidrag från medlemsstaterna med 143 miljoner euro per år.
ESO har byggt och driver några av världens mest kraftfulla markbaserade teleskop. Bland dessa finns New Technology Telescope (NTT), som grundlade teknik kring aktiv optik, och Very Large Telescope (VLT), som består av fyra 8-metersteleskop och fyra 1,8-metersteleskop, samt Atacama Large Millimeter Array (ALMA), som är det största projektet i världen inom markbaserad astronomi. Under utveckling är också European Extremely Large Telescope (E-ELT).
ESO:s observatorier har möjliggjort ett flertal viktiga astronomiska upptäckter och resulterat I ett stort antal vetenskapliga artiklar. Med hjälp av VLT och HARPS har ett flertal exoplaneter upptäckts, bland annat en planet kring en av våra närmaste stjärngrannar Alfa Centauri. Med hjälp av VLT fick forskarna ett avgörande bevis för existensen av ett supermassivt svart hål i Vintgergatans centrum. VLT har observerat mycket avlägsna stjärnor som skapades bara några hundra miljoner år efter Big bang samt observerat efterglöden av den mest avlägsna gammablixt som vi känner till, 12,8 miljarder ljusår bort.

### ALMA
ALMA är ett teleskop som består av 66 högprecisionsantenner. ALMA undersöker ljuset från universums kallaste himlakroppar och från kalla moln i den interstellära rymden. Detta ljus har våglängder kring en millimeter, mellan infrarött ljus och radiostrålning, och kallas därför för millimeterstrålning och submillimeterstrålning.

### European Extremely Large Telescope
European Extremely Large Telescope (E-ELT) är ett teleskop i 40-metersklassen. Det blir världens största teleskop för synligt och kortvågigt infrarött ljus. Teleskopet möjliggör detaljerade studier av bland annat planeter kring andra stjärnor,  de första objekten i universum, supermassiva svarta hål, den mörka materians beskaffenhet och fördelning samt av den mörka energin som dominerar vårt universum.

## Medlemsländer
| Land           | Gick med        |
| -------------- | --------------- |
| Belgien        | 1962            |
| Tyskland       | 1962            |
| Frankrike      | 1962            |
| Nederländerna  | 1962            |
| Sverige        | 1962            |
| Danmark        | 1967            |
| Schweiz        | 1981            |
| Irland         | 2018,           |
| Italien        | 1982, 24 maj    |
| Polen          | 2015,           |
| Portugal       | 2000, 27 juni   |
| Storbritannien | 2002, 8 juli    |
| Finland        | 2004, 1 juli    |
| Spanien        | 2006, 1 juli    |
| Tjeckien       | 2007, 1 januari |
| Österrike      | 2008, 1 juli    |